# Corte d'amore
Le corti d'amore, o cours d'amour, strettamente legate all'istituzione della cavalleria e all'amor cortese, erano  "giochi" di corte medievali nel corso dei quali, in un'organizzazione ricalcata sull'istituzione giudiziaria, venivano discusse diritti e doveri inerenti a questioni d'amore. Nella fattispecie potevano chiamarsi tribunali d'amore, in quanto tale istituzione giudicante poggiava su un vero e proprio codice normativo e penale sui generis, con giudizio finale o "arresto", da dove venivano comminate possibili sanzioni e pene per i trasgressori. Tutto quello che infine costituisce e distingue il carattere della passione cavalleresca di quell'epoca, come scrive il Ferrario, lo troveremo espresso...

## Esistenza delle Corti d'amore

### Origini
Le corti d'amore e l'amor cortese iniziarono a fiorire in territorio occitano e, successivamente, poco a poco, in Francia (Provenza, Poitou, Champagne, Alvernia, ecc) a partire dal XII secolo, grazie all'influenza di celebri protettrici come Eleonora d'Aquitania (1124 - 1204) e la contessa di Champagne Maria di Francia (1145-1198).
Costei partecipa alla corte letteraria di Eleonora d'Aquitania a Poitiers (1170-1173) e lei stessa poi terrà una corte brillante, e proteggerà e incoraggerà molti scrittori e letterati, tra cui Chrétien de Troyes, Gace Brulé, Gautier d'Arras, Guyot de Provins, Huon d'Oisy e Geoffroi de Villehardouin.
Nel loro ambiente, sono ugualmente conosciuti per avere partecipato a queste corti, Isabella, contessa di Fiandra, e Ermengarda, viscontessa di Narbona (1134-1192).
Importante punto di riferimento che attesta la presenza delle corti d'amore è rappresentato dall'opera di Andrea Cappellano, il quale è stato dal 1181 al 1187 alla corte della contessa Maria di Champagne.
Gli argomenti e le dispute inerenti all'amore che si riscontrano nelle tenzoni e nei giuochi partiti, secondo Raynouard, non avrebbero potuto eo ipso determinare di conseguenza l'esistenza degli "eleganti tribunali d'amore". Fatto sta che spesso i componimenti dei trovatori venivano sottoposti al giudizio di terzi, in particolar modo a dame e cavalieri, scelti da questi poeti negli ultimi versi delle loro canzoni.

### Corti attestate

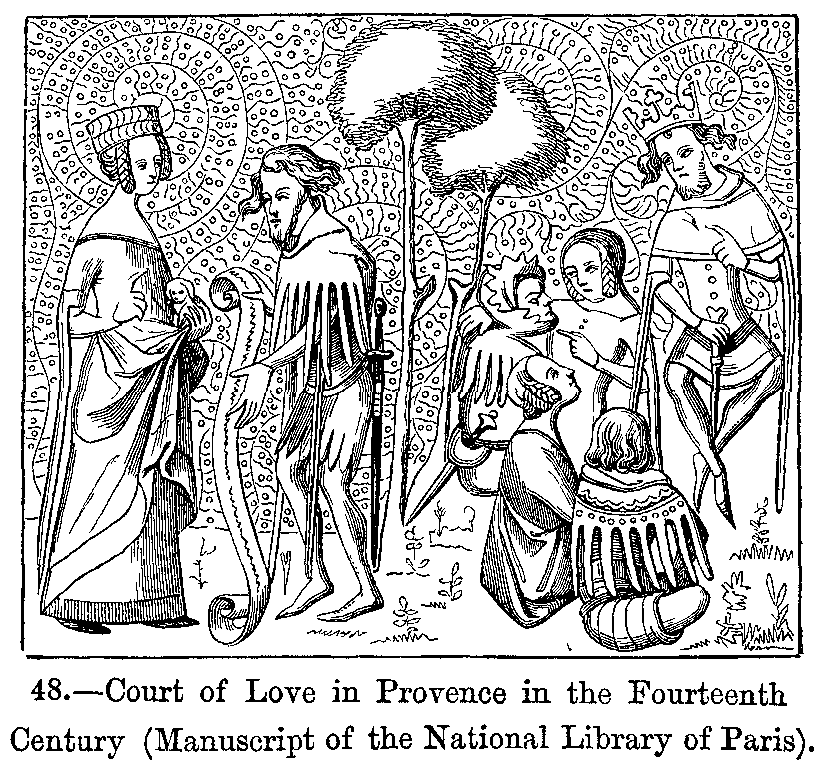
Corte d'amore in Provenza. Manoscritto del XIV secolo, Biblioteca nazionale di Parigi

A Courthézon, nel XII secolo, il castello appartenne al trovatore Raimbaut d'Orange e vi si tenevano delle corti d'amore.
Stendhal:
Ecco alcuni nomi di dame che presiedevano alle corti d'amore di Pierrefeu e di Signes:
- Stefanetta, dama di Bruis, figlia del conte di Provenza;[5]
- Adalasia (Adalaria), viscontessa d'Avignone;
- Alalete, dama d'Ongle;
- Ermissenda, dama de Posquières;
- Bertrana, dama d'Urgone;
- Mabile, dama d'Eres (Hyères);
- La contessa di Dia (Dié);
- Rostanga, dama di Pierrefeu;
- Bertrana, dama di Signa (Signes);
- Giusseranda di Claustrale.

È verosimile che la stessa corte d'amore si riuniva sia nel castello di Pierrefeu, che in quello di Signes. Questi due villaggi sono molto vicini l'uno all'altro, e situati pressappoco a uguale distanza da Tolone e da Brignoles.

### Evoluzione
Martial d'Auvergne, nei suoi "Arresti d'Amore" del XV secolo, sotto il regno di Carlo VI, riporta ancora i dibattiti di queste corti d'amore. Sembra sia l'ultima volta che una tale menzione venga rilevata.
Tuttavia l'esistenza stessa di queste corti poetiche viene oggi messa in discussione.

## Funzionamento delle corti d'amore
Molto legato alla presenza dei trovatori, Arnaut Guilhem de Marsan, cosignore di Marsan (Landes), fu l'autore di un'opera, in lingua d'oc celebre (nel medioevo) Ensenhamen de l'escuder, una guida che spiegava come comportarsi da buon cavaliere. Egli era in rapporti stretti con Eleonora d'Aquitania, la quale era senza alcun dubbio sua mecenate.

### Le sentenze
Costituiti in maggior parte da grandi dame, da qualche trovatore e da pochissimi cavalieri, questi tribunali come tutta la corte dovevano emettere una sentenza in materia amorosa e giudicare:
- sia su una questione di diritto: "è possibile l'amore fra sposi?"
- sia di litigi tra amante e amata.

Il solo codice vigente era quello dell'amor cortese che, in definitiva, si riduceva a una sola domanda: "la dama o il cavaliere, si sono comportati conformemente a questo codice?".
Così, Andrea Cappellano, nel suo libro sull'arte dell'amore (De amore) espone in un capitolo molto lungo "diverse sentenze sull'amore".

La più celebre resta il verdetto pronunciato del 1174 a Troyes da Maria di Francia e che giudica impossibile l'amore tra persone sposate: 
(Maria, contessa di Champagne)